# Rainiero di Antiochia
Rainiero o Rainerio (dal latino Raynerius, o Ranerius; XII secolo – 16 settembre 1225) è stato un vescovo cattolico che servì come vice-cancelliere della chiesa romana dal 1216 al 1219 e come patriarca latino di Antiochia dal 1219 fino alla sua morte.
Non si sa molto della prima infanzia di Rainerio. Viene descritto o come proveniente dalla Toscana o dal castello detto Castrum Vetus (Castello Vecchio) nella contea di Todi nel documento papale che lo conferma patriarca. Probabilmente ha ricevuto un'istruzione formale, molto verosimilmente in legge. Viene descritto da papa Onorio III come "uomo di conoscenza" (virum scientia) e un documento del 1215 potrebbe indicare che fosse laureato.
Prima di diventare vicecancelliere, Rainerio era priore della basilica di San Frediano a Lucca, comunità di canonici regolari. Potrebbe essere stato egli stesso un canonico regolare, ma è più probabile che il distacco fosse una sinecura. Probabilmente prestò servizio nella cancelleria romana per qualche tempo prima della nomina a vicecancelliere. Forse incontrò il futuro Onorio III quando quest'ultimo era vicecancelliere nel 1194-1197, poiché assunse lo stesso ruolo nel 1216 poco dopo l'elezione di Onorio III a papa. Un documento del 1215 fa riferimento ad un notaio apostolico chiamato «maestro Ranieri», che potrebbe essere il futuro patriarca.
Rainerio fu consacrato patriarca di Antiochia nel novembre 1219 a Viterbo dallo stesso papa. Sostituì Pietro di Capua, il precedente candidato di Onorio, che era stato promosso al cardinalato. Il papa informò il capitolo di Antiochia del cambiamento con una lettera di dicembre. Ad Antiochia, Rainerio discusse con il principe Boemondo IV, che stava confiscando le proprietà della chiesa per compensare la propria mancanza di liquidità. Egli stesso a corto di denaro, Ranieri tentò di riesumare la pretesa di Antiochia sull'arcidiocesi di Tiro, che rispose rivendicando la giurisdizione sulla chiesa nella contea di Tripoli, che era sotto il controllo antiocheno. Onorio liquidò sia la pretesa che la contro-pretesa come non redditizie in quanto la maggior parte del territorio in questione non era nemmeno in mani cristiane.
Il patriarcato di Rainerio vide la riapertura dello scisma tra latini e ortodossi nella chiesa di Antiochia. Questo fu il risultato di un'alleanza matrimoniale rotta tra Antiochia e il regno armeno di Cilicia. Il figlio di Boemondo IV Filippo era stato sposato con la regina Isabella, ma nel 1224 fu imprigionato da Costantino di Barbaron e l'anno successivo morì. Gli ecclesiastici latini furono espulsi dall'Armenia cilicia e gli ortodossi si rifiutarono di riconoscere il patriarca latino.
Ad un certo punto Rainerio fu raggiunto ad Antiochia da suo nipote, Filippo, che probabilmente aveva servito sotto di lui nella cancelleria. Aveva sperimentato attacchi di malattia ad Antiochia e in una lettera ringrazia Filippo per essersi preso cura di lui. Nel 1225 tornò in Italia, lasciando a Filippo il controllo del castello di Cursat, dove era custodito il tesoro patriarcale. Morì mentre era in Italia, perché la sua morte il 16 settembre è menzionata da Onorio in una lettera datata 25 settembre e le notizie non potevano aver viaggiato così velocemente da Antiochia a Roma. Secondo un'altra fonte, morì nella sua Chiesa nel 1226.